# Ilha Corocoro
A ilha Corocoro (em castelhano:  Isla Corocoro) é uma ilha perto da foz do rio Amacuro e do delta do rio Barima na América do Sul. O extremo norte da ilha é fronteira entre Guiana e Venezuela. É uma das poucas ilhas divididas entre estados soberano, e a maior parte do seu território (cerca de 685 km²) pertence à Venezuela, estado de Delta Amacuro e faz parte de uma reserva natural protegida, denominada Reserva Imataca, numa zona de proteção costeira. A costa norte dá para o oceano Atlântico e a sul para o rio Barima. A parte sul forma um canal estreitamente ligado à costa, e sendo a ilha pantanosa e plana, é inundável.
Foi dividida entre Venezuela e Guiana pelo Laudo Arbitral de 1899, e a Venezuela ficou com a parte ocidental e central da ilha, enquanto a Guiana com uma pequena parte da parte oriental.
A Venezuela declarou depois nulo o Laudo Arbitral de 1899, e reclamou a totalidade da ilha como parte da Guayana Esequiba, e desde que a Guiana se tornou independente em 1966 administra uma pequena porção no extremo leste.